# Eglestonita
La eglestonita es un mineral, cloruro de mercurio con hidroxilos, que fue descrito a partir de ejemplares procedentes de una mina del distrito minero de Terlingua, condado de Brewster, Texas (USA). El nombre es un homenaje a Thomas Egleston, profesor de mineralogía y metalurgia en la Universidad de Columbia, Nueva York (USA).

## Propiedades físicas y químicas
La eglestonita aparece como cristales de un tamaño generalmente inferior al milímetro, pero, ocasionalmente algo mayores, de color amarillo, anaranjado o marrón, que se oscurecen con cierta rapidez si se mantienen expuestos a la luz. Se descompone por acción de los ácidos, dejando un residuo de calomelano. Los cristales pertenecen al sistema cúbico, apareciendo con hábito complejo, formados por la combinación de {110}, {100},{112} y {123}. En muchos casos, los cristales están muy deformados, adoptando morfologías bacilares o incluso aciculares. En estos casos, los cristales más finos crecen de forma orientada según las caras de dodecaedro.

## Yacimientos
La eglestonita es un mineral raro, que aparece en alrededor de dos docenas de localidades, muchísimas menos que las que se conocen de cinabrio, el principal mineral de mercurio, y en pocas de ellas en forma de cristales. Suele estar asociado a cinabrio, mercurio nativo y a otros halogenuros de mercurio, como el calomelano, la terlinguaíta, corderoíta y montroydita. Además de en la localidad tipo, se hen encontrado jemplares notables en la mina Backofen,  Landsberg,  Obermoschel,  Donnersberg,  Renania-Palatinado (Alemania).  En España, se ha encontrado en la mina El Entredicho, Almadenejos (Ciudad Real), y en la mina Mariquita, Usagre (Badajoz).